# بریگادهای صلح بین‌الملل

بریگادهای صلح بین‌الملل (انگلیسی: Peace Brigades International) یک سازمان مردم‌نهاد است که در سال ۱۹۸۱ تأسیس شد که از حقوق بشر حفاظت کرده و مبارزات غیر خشونت‌آمیز را ترویج می‌کند. در درجه اول این کار با اعزام داوطلبان بین‌المللی به مناطق تنش‌زا صورت می‌گیرد و سپس از طریق اعضای سازمان‌های حقوق‌بشر، اتحادیه‌ها، گروه‌های روستایی و برخی دیگر که با خشونت سیاسی تهدید می‌شوند را مورد حمایت قرار می‌دهد. بریگادهای صلح بین‌الملل همچنین ابتکارهای دیگری را برای ایجاد صلح در میان کشورهای درگیر تسهیل می‌کنند. آن‌ها یک سازمان غیر حزبی هستند و در امور کسانی که با آن‌ها همراهی می‌کنند دخالت نمی‌کنند. در حال حاضر، از سال ۲۰۱۵، بریگادهای صلح بین‌الملل پروژه‌هایی را در کلمبیا، گواتمالا، اندونزی، کنیا، مکزیک و نپال اجرا کرده‌اند.

## تاریخچه
با الهام از کار شانتی سنا در هند، گروه بین‌المللی صلح در سال ۱۹۸۱ توسط گروهی از فعالان کنشگری غیر خشونت‌آمیز تأسیس شد، از جمله نارایان دسای، جورج ویلوگبی، چارلز واکر، ریموند ماگی، جیمی دیاز و موری تامسون. بریگادهای صلح بین‌الملل در سال ۱۹۸۳، در طی جنگ کونترا برای مدت کوتاهی یک تیم صلح را به یالاپا در نیوا سگوویا در نیکاراگوئه فرستاد تا در میان جناح‌های متخاصم میانجی شود. این پروژه با عنوان شاهدان صلح گسترش پیدا کرد. اولین پروژه طولانی مدت انجام شده در گواتمالا (۱۹۸۳–۱۹۹۹) بود که در سال ۲۰۰۳ تمدید شد، از طریق السالوادور (۱۹۸۷–۱۹۹۲)، سریلانکا (از ۱۹۸۹–۱۹۹۸)، آمریکای شمالی (۱۹۹۲–۱۹۹۹ در کانادا و ایالات متحده آمریکا)، کلمبیا (از۱۹۹۴)، کنیا (از سال ۲۰۱۳) بالکان (از ۱۹۹۴–۲۰۰۱ به سازمانهای دیگر پیوست) آغاز شده‌است. هائیتی (۱۹۹۵–۲۰۰۰)، مکزیکو (از ۱۹۹۸)، اندونزی (۱۹۹۹–۲۰۱۱ از ۲۰۱۵) نپال (۲۰۰۵–۲۰۱۴) و هندوراس (از ۲۰۱۳)

## سازمان کار
بریگادهای صلح بین‌الملل سازمانی است مبتنی بر کار تیمی که تصمیمات را به صورت جمعی می‌گیرد. این ساختار سلسله مراتب ندارد. سه بعد مختلف در ساختار کلی بریگادهای صلح بین‌الملل وجود دارد که عبارتند از گروه‌های کشور، پروژه‌های میدانی و سطوح بین‌المللی (شامل مجمع عمومی بریگادهای صلح بین‌الملل، شورای بین‌المللی (IC) و شورای بین‌المللی عملیات (IOC). جلسات بین‌المللی هر سه سال یکبار برگزار می‌شود که اعضای سازمان به‌طور سراسری در آن شرکت می‌کنند تا جهت‌گیری برنامه هر کشور را تجزیه و تحلیل و تغییر دهند.

## جوایز
بریگادهای صلح بین‌الملل به خاطر کارهای خود چندین جایزه گرفته‌است از جمله جایزه پرل پائو. «یوسپ ویدال ایلچا»(۱۹۸۹)، «فریدریش زیگوند -شولتز فوردرپرایس» (۱۹۹۵، بریگادهای صلح بین‌الملل-آلمان)، جایزه یادبود دلا پازی در همبستگی با لوس پوئبلو (۱۹۹۵)، جایزه بین‌المللی صلح پفر(۱۹۹۶) جایزه صلح بین‌المللی آچنر(۱۹۹۹)، مدال افتخارآمیز د لاپاز (۱۹۹۹)، جایزه مارتین آننالز برای مدافعان حقوق بشر (۲۰۰۱، پروژه کلمبیا)، و جیمی برونت (۲۰۱۱)